# اکریدو-لادی
اکریدو-لادی (به لاتین: Akridou-Laddé) یک منطقهٔ مسکونی در ساحل عاج است.